# Caroline Becker
Caroline Becker, född 1826, död 1881, var en finländsk fotograf. Hon var Finlands första kvinnliga yrkesfotograf. 
Becker kom från Viborg. Hon tog som änka över sin bror Edvard Elfsröms fotoateljé i Viborg år 1859, och var verksam fram till 1862. Fotografi var endast en av hennes sysselsättningar, då hon också ägde en butik som sålde leksaker, och hon avslutade sin fotografiska verksamhet då hon fick konkurrenter. 
Ingenting av hennes konst har överlevt, men hon är ihågkommen som Finlands första kvinnliga fotograf. Hon följdes av Hedvig Keppler (1831–1882) i Åbo samma år, men hon var endast verksam ett år; därefter följde Karolina Emilia Frederika Tudeer (1835–1916) i Tavastehus 1863, Euphrosyne Chiewitz (1819–1899) i Åbo och Rosa Sandelin (1835–1901) i Björneborg, båda 1864, och Eugenie Roos (1829–1897); Julia Widgrén (1842–1917) har ofta omnämnts som den första verkligt framgångsrika kvinnliga fotografen i Finland. 